# Sinduraja
Sinduraja is een bestuurslaag in het regentschap Purbalingga van de provincie Midden-Java, Indonesië. Sinduraja telt 4225 inwoners (volkstelling 2010).